# La notte (Arisa)
La notte è un singolo della cantante italiana Arisa, pubblicato il 15 febbraio 2012 come primo estratto dal terzo album in studio Amami.
Scritto da Giuseppe Anastasi e prodotto da Mauro Pagani, il brano è stato presentato al Festival di Sanremo 2012, classificandosi secondo al termine della manifestazione; in occasione della quarta serata La notte è stato interpretato in duetto con Mauro Ermanno Giovanardi.

## Descrizione
A differenza dei precedenti lavori dell'artista, La notte rappresenta un cambio di melodie ed atmosfere. Infatti rispetto ai precedenti testi portati al Festival di Sanremo, questo parla del dolore dovuto ad una separazione sentimentale. In merito la cantante ha spiegato:
Parlando della sua collaborazione con Arisa, Pagani ha descritto il brano:

## Video musicale
Il video, diretto da Gaetano Morbioli e prodotto dalla Run Multimedia, è stato reso disponibile il 15 febbraio 2012 attraverso il canale YouTube della Warner Music Italy.

## Tracce
1. La notte – 3:55

## Successo commerciale
La notte ha debuttato al secondo posto della Top Singoli, dietro a Non è l'inferno di Emma Marrone, vincitore della manifestazione. Nella settimana seguente raggiunge la prima posizione, rimanendovi per quattro settimane. Il brano è stato certificato tre volte disco di platino ed è tuttora il singolo di maggior successo della cantante. Raggiunge la seconda posizione anche dei brani più trasmessi in radio.

## Classifiche

### Classifiche settimanali
| Classifica (2012) | Posizione massima |
| ----------------- | ----------------- |
| Italia            | 1                 |

### Classifiche di fine anno
| Classifica (2012) | Posizione |
| ----------------- | --------- |
| Italia            | 5         |

## Cover
- Sempre nel 2012 ne è stata fatta una cover in spagnolo intitolata La noche, interpretata dalla band messicana Sandoval e, nel 2014, una in portoghese, A noite, dalla cantautrice brasiliana Tiê.

## La notte (RMX)
La notte (RMX) è un singolo dei cantanti italiani Olly e Arisa, pubblicato il 30 luglio 2021.

### Descrizione
Il brano, scritto da Giuseppe Anastasi, è prodotto da Julien Boverod, in arte Jvli, e presenta una reinterpretazione del brano omonimo di Arisa.

### Video musicale
Il video musicale, diretto da Guido Bregante, è stato pubblicato in concomitanza all'uscita del brano attraverso il canale YouTube di Olly.

### Tracce
Testi e musiche di Giuseppe Anastasi.
1. La notte (RMX) – 2:17